# Kamienica Jana Zimlera w Krakowie
Kamienica Jana Zimlera – zabytkowa kamienica znajdująca się w Krakowie, w dzielnicy I przy ul. Kurniki 3, na rogu z ulicą Zacisze 18, na Kleparzu.

## Historia
Kamienica została zbudowana w latach 1892–1893 roku dla kupca Jana Zimlera. Jej projektantami byli: Józef Donhajzer i Jan Sas-Zubrzycki. W 2010 została gruntownie wyremontowana.

## Architektura
Budynek jest okazałą bryłą w układzie narożnym. Posiada cztery kondygnacje i poddasze użytkowe. Parter został wyeksponowany na tle pozostałych części kamienicy za sprawą dużych okien o łukowatym kształcie. Celowym zabiegiem było także zróżnicowanie rozmiarów okien poszczególnych kondygnacji – im wyższa kondygnacja, tym okna są mniejsze. Wyróżniona została także wąską narożna ściana fasady. W jej obrębie, na wysokości pierwszego i drugiego piętra zaprojektowano, jedyne w całym budynku, balkony, które wykończono kamiennymi balustradami. Elewacja budynku jest ceglana, urozmaicona geometrycznymi wzorami z jasnego kamienia, kontrastującymi z podstawowym materiałem.

## Źródła
- Spacerownik. [dostęp 2011-03-31].
- Praca zbiorowa Zabytki Architektury i budownictwa w Polsce. Kraków, Krajowy Ośrodek Badań i Dokumentacji Zabytków, Warszawa 2007, ISBN 978-83-9229-8-1